# ストレンジャー オブ パラダイス ファイナルファンタジー オリジン
『ストレンジャー オブ パラダイス ファイナルファンタジー オリジン』（STRANGER OF PARADISE FINAL FANTASY ORIGIN、略称: SOPFFO、FFオリジン）は、スクウェア・エニックスより2022年3月18日に発売されたゲームソフト。
対応プラットフォームはPlayStation 5・PlayStation 4・Xbox Series X/S・Xbox One・Windows（Epic Games Store・Steam）。

## 概要
『ファイナルファンタジーシリーズ』の新規スピンオフタイトルとして「E3 2021」にて発表された。内容はアクションRPGで、いわゆるハックアンドスラッシュと呼ばれるジャンルに位置する。開発はコーエーテクモゲームスの社内スタジオであるTeam NINJAが担当し、スタッフィングについてはアーケード版『ディシディア ファイナルファンタジー』や『ディシディア ファイナルファンタジー オペラオムニア』に携わったメンバーが主となる。
世界観については過去の『FF』シリーズでは見られなかったダーク・ファンタジーを標榜したものであり、日本国内のレーティングにおいてもシリーズ初の「CERO：D（17才以上対象）」となるとしている。
またカオスやカオス神殿の存在など、シリーズ第1作『ファイナルファンタジー』との関連性も強く持たせている。
キャッチコピーは「戦士たちは戦いの記憶を心の底にしまいこむ―」。

## ゲームシステム
難易度
本作の難易度は初期状態ではSTORY（更に簡単にさせるSAFETYモードをONにできる）、ACTION、HARDがあり、本編クリア後に難易度CHAOSが追加される。難易度が高くなると入手できる装備のレアリティが高くなる。
DLCでは、更に追加された難易度以上でないとプレイ不可能。
- 「竜王バハムートの試練」 - BAHAMUT以上
- 「次元の迷い人ギルガメッシュ」 - GILGAMESH以上
- 「DIFFERENT FUTURE」 - LUFENIA

ソウルバースト
敵モンスターにはHPの他に「ブレイクゲージ」があり、攻撃を当て続けブレイクゲージを0にすると発動待機状態になり、発動すると専用演出が入って残りHPに関係なく一撃必殺となり、MPの最大値を上げる。ボス戦ではソウルバーストを行わないと先に進めない仕様になっている。
ソウルシールド
ジャックのブレイクゲージを消費しながら進行方向にバリアを展開して、展開中に攻撃を受けると解除と同時にMPを回復しつつMPの最大値を上げる他に、敵のアビリティの中で紫の枠のアビリティを使い捨ての「インスタントアビリティ」として吸収可能。
ライトブリンガー
MPを消費して発動するコマンドアビリティで、発動中は一定時間与えたダメージ分だけブレイクゲージを破壊、HPを0にした敵はソウルバーストで倒された状態になって消滅する。上位種としてカオスブリンガー、ディメンションブリンガーが存在する。
EXTRAモード
本編クリア後に追加されるモードで、MPを無限、ライトブリンガー（またはカオスブリンガー、ディメンションブリンガー）の使用時間を無限にする。難易度CHAOS以上でないと適用できず、適用した場合、ドロップ率やBAHAMUT以上で入手できる交換アイテムの数が減少する。
竜王の試練
「竜王バハムートの試練」の進行で追加される項目で、BAHAMUT以上のミッションで自身に不利なデバフを加える事で、クリア後の交換アイテムの入手量が増える。

### ジョブツリー
本作におけるジョブであり、戦闘を重ねジョブレベルが上がる毎に加算されるジョブポイントを消費して、コマンドスキルやパッシブなどを開放する。ジョブは基本種、上位種、最上位種が存在し、各ジョブのツリーの最下段で条件を満たす事で上位のジョブが開放される。装備できる武器の種類はジョブごとに異なる。ジョブへの経験値は選択しているものの他に、装備に付加されているジョブ適性値が付いたジョブに対しても加算される。経験値は適性値が高いジョブほど多く入手できる。ジョブの最大レベルは初期値は30だが、難易度CHAOS以上のミッションをクリア、次元の迷宮の特定の宝箱を開けると上限値を上げる事ができる。
「竜王バハムートの試練」の進行で今までのジョブを「通常」、新たに「幻想」と「終極」のクラスが各ジョブに追加され、各ジョブに3クラスが用意される。幻想と終極のクラスのツリーを開放するには「ねずみのしっぽ」が必要。
ジャックのみ全てのジョブを選択できるが、ジェド、アッシュ、ネオン、ソフィアは使用できるジョブが限定されているためツリーは存在せず、上位のジョブはシナリオの進行具合によって開放される。

#### 基本種
装備できる武器はジョブ名にある通り1種類しか装備できない。
剣士
大剣士
槍士
斧士
刀士
格闘士
短剣士
魔術士
装備可能武器は棍。
杖士
「竜王バハムートの試練」実装に伴うアップデートにて追加。
銃士
「DIFFERENT FUTURE」実装に伴うアップデートにて追加。

#### 上位種
戦士
ナイト
バーサーカー
侍
竜騎士
シーフ
モンク
赤魔道士
白魔道士
黒魔道士
幻術士
「竜王バハムートの試練」実装に伴うアップデートにて追加。
狩人
「DIFFERENT FUTURE」実装に伴うアップデートにて追加。

#### 最上位種
パラディン
解放者
ヴォイドナイト
暗黒騎士
ブレイカー
忍者
アサシン
タイラント
賢者
ギャンブラー
「DIFFERENT FUTURE」実装に伴うアップデートにて追加。
輪廻の戦士
本編クリア後に開放。
召喚士
「竜王バハムートの試練」の進行で開放。
青魔道士
「次元の迷い人ギルガメッシュ」の進行で開放。

## 登場キャラクター

### メインキャラクター
ジャック・ガーランド（Jack Garland）
声 - 津田健次郎
本作の主人公。カオス討伐を目的に旅をする。
アッシュ（Ash）
声 - 宮内敦士
ジャックの同士。冷静沈着な性格。
ジェド（Jed）
声 - 須田祐介
ジャックの同士。快活な性格。
ネオン（Neon）
声 - 岡﨑加奈
ジャックの同士。勝気な性格。
ソフィア（Sophia）
声 - 浅野まゆみ
ジャックの同士。水晶の蜃気楼で出会う女性。
セーラ姫（Princess Sarah）
声 - 宮本侑芽
コーネリアの第一王女。

### サブキャラクター
コーネリア王（King of Cornelia）
声 - 麦人
コーネリアを治める王。
ジェーン王妃（Jeen）
声 - 一城みゆ希
セーラとミアの母。
ラゴン大臣（Lagon）
声 - 広瀬彰勇
コーネリア王の側近。
ミア（Mia）
声 - 稲葉菜月
セーラの妹。
アストス（Astos）
声 - 上田燿司
西の城に住むダークエルフの王。
ビッケ船長（Bikke）
声 - 後藤光祐
プラボカの町を仕切っている海賊。
ニル（Nil）
声 - 斉藤貴美子
ジャックが断片的に垣間見る記憶の中で言葉を交わす、ルフェイン人の1人。
カオスとなる者（Chaos Advent）
声 - 石井康嗣
カオス神殿の玉座でジャック達を待ち構える、恐ろしげな仮面と鎧に身を包んだ人物。その正体は闇に身を委ねたネオンが変貌した姿。
役不明またはその他
声 - 伊沢磨紀、大和田仁美、神戸光歩、佐々木拓真、杉村憲司、長尾明希、南須原亮、林幸矢、藤井隼、藤高智大、御沓優子、宮本崇弘、森下由樹子、山田寛人、山橋正臣、山本善寿

### カオス
ティアマット（Tiamat）
声 - ???
風のカオス。6つの頭を持つ、二足歩行のドラゴンのような魔物。攻撃法は長い首と尻尾による直接攻撃や風属性の「たつまき」や「ぼうふう」、多数の口から放射状に強力なブレスを吐き出す「マクロバースト」。
マリリス（Marilith）
声 - ???
火のカオス。剣を持つ6本の腕が生えた女性の上半身と、大蛇の下半身を持つ魔物。6本の腕で矢継ぎ早に攻撃をしかけてきたり、長い尻尾を叩きつけるなど素早い動きでジャック達を翻弄する。更に相手を石化させる視線攻撃「石化にらみ」も用いる。
リッチ（Lich）
声 - ???
土のカオス。骸骨や悪魔を思わせる、死霊のような不気味な魔物。魔法攻撃や状態異常をともなう攻撃を得意とし、ブレイクゲージの上限が減少する「呪い」を付与してきたり、スケルトンを呼び起こしたりと厄介な相手。
クラーケン（Kraken）
声 - ???
水のカオス。全身に生えた頭足類の触手と大きな手が特徴の人型の魔物。触手と巨体を活かした突進の他、ジャック達の強化効果を奪い取る技や、地形を利用した水属性の攻撃を使いこなす。
混沌の闇（Darkness manifest）
声 - ???
本作の最終ボス。コーネリア中の闇が集まって生み出された混沌の化身で、『FF1』の最終ボスであるカオスに酷似した容姿を持つ。4体のカオスの力を併せ持ち、風・火・土・水の4属性の攻撃を自在に操る。

### DLC追加キャラクター
バハムート（Bahamut）
声 - ???
「竜王バハムートの試練」に登場。ドラゴン達を統べる竜王。戦闘時は背中の翼を剣として使用する。
勇敢なものに試練を与え、称号を与える。ジャック達に興味を持ち、彼らに助言、力を貸す。
ジョブ・召喚士の固有アクション「召喚」ではバハムートを呼び出し、プレイヤーが操作することが可能。
光の戦士（Warrior of Light）
声 - 関俊彦
「竜王バハムートの試練」に登場。4人の光の戦士の1人。容姿や声は『ディシディア ファイナルファンタジー』のウォーリア・オブ・ライトに酷似している。クリスタルに輝きを取り戻し、世界を救うために戦う。
「DIFFERENT FUTURE」のあるミッションでは、ジャックに代わって彼を操作する。
ギルガメッシュ（Gilgamesh）
声 - 中井和哉
「次元の迷い人ギルガメッシュ」に登場。次元の狭間を彷徨う別世界の戦士。
次元を自由に行き来可能な特異点であり、ジャックの排除を目論むニルの計略によりコーネリアへと送り込まれる。
次元の迷宮で出会ったジャックを自身の「強敵（ライバル）」として認め、ジャック達に協力する。ジャックの名字がガーランドと知ると、過去に遭遇した別次元のガーランドについて語る。
シド・トンベリーニ
「次元の迷い人ギルガメッシュ」に登場。鍛冶屋を営むトンベリ。曰く付きの装備の気配を追って、次元の迷宮のポータルとなる黒水晶の間に出現し、ジャック達のサポートを行う。
ギルガメッシュとは面識があるらしく、ジャックがギルガメッシュと戦って得た武器を見ると、ギルガメッシュに対する愚痴がこぼれてしまう。
廃棄された探査生命体
声 - 上田燿司
「次元の迷い人ギルガメッシュ」に登場。アストスに瓜二つな容姿を持つ、ルフェイン人によって作られた生命体。
ある理由で不要として破棄された後、次元の迷宮のポータルとなる黒水晶の間に出現し、ジャック達のサポートを行う。
モーグリ
声 - 諸星すみれ
「DIFFERENT FUTURE」に登場。ルフェインの干渉を阻止し、誤った未来を正すため、ジャック達の前に現れた精霊。
別次元に存在するルフェインの本拠地・セントラルへとジャック達を導く。
セントラルで回収できる記録によれば、その正体は「闘争の世界で散った調和の女神の残留思念が再構成された存在」。
皇帝（The Emperor）
声 - 堀内賢雄
「DIFFERENT FUTURE」に登場。モーグリの後を追ってセントラルに現れた別世界の支配者。
魔法と魔物を使って世界を支配することを目論み、クリスタルの力と混沌の力を狙ってジャック達と対峙する。
ギルガメッシュ同様、別次元のガーランドを知っている。

## 世界観

### 人の住む場所
コーネリア城
コーネリア王族の住む城。
コーネリアの町
コーネリアの城下町。ジャック達の休む宿が存在。
プラボカ
コーネリア城の東に位置する港町。

### ダンジョン
カオス神殿
コーネリア城の北西にそびえ立つ巨大な神殿。荒れ果てた廃墟で、カオスがいるとされる場所。
海賊のアジト
プラボカ近辺の海辺の洞窟に設けられた海賊のアジト。モチーフは『FF14』のサスタシャ浸食洞。
所々に光る珊瑚が自生し、最奥部には海賊船が停泊している。
西の城
アストスの住む、争いの傷痕が生々しく残る古城。モチーフは『FF2』のパラメキア城。
侵入者を撃退するトラップとして、城壁に巨大な弓矢が設置されている。
光歪の水郷
広大な木々と豊富な水源に恵まれた美しい森。モチーフは『FF13』のサンレス水郷。
所々に天候を操作する装置があり、操作することで晴天と雨天を自在に切り替えることが可能。
水晶の蜃気楼
森を抜けた先にそびえる、水晶のように透き通った美しい塔。モチーフは『FF3』のクリスタルタワー。
魔法に反応する仕掛けが多数存在し、地上と浮遊城を行き来する道としての役割を持つ。また、『FF1』に登場するミラージュの塔のプロトタイプでもある。
浮遊城
遥か天の上（宇宙空間）に存在する城で、風のクリスタルが安置されている。モチーフは『FF4』のバブイルの塔。
内部の仕掛けは全て機械で制御され、高度な文明の痕跡を多く残しており、宇宙ステーションのような印象を抱かせる。
魔の樹海
グルグ火山の麓に広がる鬱蒼とした樹海。モチーフは『FF9』の魔の森。
瘴気やガスのような空気が漂い、毒ガスを吐き出す植物やツタでできた壁が行く手を塞ぐ。
グルグ火山
魔の樹海を抜けた先にある火山で、火のクリスタルが安置されている。モチーフは『FF8』の炎の洞窟。
噴出する溶岩が行く手を阻み、火属性の魔法で爆発するガスが溜まっている等、危険の多い場所。
白き霊峰
雪深い高山地帯。モチーフは『FF10』のガガゼト山。
険しい道が続いており、吹雪や雪崩などが発生する箇所もある。
アースの洞窟
土のエネルギーが色濃い地下洞窟で、土のクリスタルが安置されている。モチーフは『FF12』のレイスウォール王墓。
様々な罠が侵入者を拒み、亡者が跋扈する様子は巨大な墓所のようでもある。
機械遺跡
高度な機械文明の遺跡と思われる巨大戦艦。モチーフは『FF5』のロンカ遺跡。
所々朽ちかけているように見えるが、壁に配置された機械兵やソルカノンによる波動砲などが機能し続けている。
海底神殿
水のエネルギーに満ちた海底の施設で、水のクリスタルが安置されている。モチーフは『FF7』の海底魔晄炉。
全てが高度な機械技術によって制御・管理されており、内部には潜水艦らしき船も存在している。
古代人の塔
異様な空気に包まれた白い建造物。モチーフは『FF11』のデルクフの塔。
立ち入ったものを閉じ込める機構や、浮遊しながら動く壺のような存在など、不気味な仕掛けが待ち受ける。
不夜城
都会的で荘厳なイメージを抱かせる、双頭の高層建築物。モチーフは『FF15』の王都城。
内部は障壁による厳重なセキュリティが敷かれ、高層階には鮮やかな庭園が存在。
闇の大陸
焼け爛れた大地が広がる浮遊大陸。モチーフは『FF6』の魔大陸。
大地全体がまるで生き物のように蠢いており、「神の姿を象った3つの像」によって膨大な魔力のようなエネルギーが蓄えられている。

#### DLCで追加されるダンジョン
2000年前のカオス神殿
「竜王バハムートの試練」で追加。本編において、ある目的を達成した後のジャック達の拠点。
ドラゴンの洞窟
「竜王バハムートの試練」で追加。バハムートの住む静寂に包まれた洞窟。
バハムートのいる広間には無数の剣が墓標のように並んでいる。
次元の迷宮
「次元の迷い人ギルガメッシュ」で追加。ギルガメッシュが現れた影響により、2000年前のカオス神殿内の「黒水晶の間」に発生した異空間。
次元の歪みで繋がっている様々なショートダンジョンと、踏破する毎に難易度の上がる階層で構成される。本ダンジョンのみEXTRAモードが適用されるのは「DIFFERENT FUTURE」へ進行するために必要な階層までで、それ以降は適用されない。
時空の最果て
「DIFFERENT FUTURE」で追加。別次元に存在するルフェイン人の本拠地で、「セントラル」と呼ばれる場所。
カオスの排除に固執するニルの暴走により、他のルフェイン人は皆殺しにされ、ニルが生み出した魔物の複製「イミテーション」が跋扈する廃墟と化している。

## 用語
コーネリア
コーネリア王が治めている国であると同時に、本作の舞台となる世界の呼称。4つのクリスタルの加護により平和が保たれてきたが、クリスタルに異変が生じたことで闇に包まれつつある。
光の戦士
預言者ルカーンの残した予言に登場する、コーネリアを救う救世主。戦士の証となる水晶を持っているとされる。
黒水晶
ジャック達が所持している、黒く丸い謎の水晶。黒い輝きを放ち、所持者ごとに違う色のオーラを纏っている。闇から生じる黒い霧を吸収する力がある。
その正体は、ルフェイン人の技術によって作り出されたデバイスで、コーネリアに派遣されるストレンジャーに支給されている。
黒い霧を吸収する他、所持者の戦闘能力を強化したり、所持者の記憶を保存する機能がある。これによりルフェイン人はストレンジャーの記憶を操作し、彼らの反逆の可能性を潰しつつ都合の良い道具として利用している。
ただし黒い霧の吸収量には限度があり、限界を迎えた場合はストレンジャーをセントラルへ帰還させ、リセットを行う必要がある。
ストレンジャー計画
コーネリアの光と闇のバランスをコントロールする実験の為、ルフェイン人が考案した計画。内容は他の惑星（別世界）の人間を呼び寄せ、調査員「ストレンジャー」としてコーネリアに派遣するというもの。
ストレンジャーは元いた世界に関する一切の記憶をルフェインの手によって消去されており、ルフェイン人の指示に従ってコーネリアの光と闇のバランスの調査を行っている。
実際は光と闇の総量を適度に保つ為の「調節弁」として利用されている。
クリスタル
コーネリア全体の自然エネルギーを司る4つの聖なる石。それぞれが風・火・土・水のエネルギーを司っており、コーネリアの各地に安置されている。見た目は光り輝く巨大な球体。
ティアマット、マリリス、リッチ、クラーケンによる4体のカオスに力を阻害され、結果的にコーネリアの自然が狂う原因となっており、これを解放することがジャック達の旅の目的である。
その実態は、ルフェイン人が光と闇のバランスを保つ手段の1つとして作り出した装置で、人々の正の感情を光として集める機能がある。しかし、「光の戦士の出現」というルカーンの予言がコーネリアの人々の希望＝正の感情を著しく活性化させた為、光と闇のバランスが光側に大きく傾く事態を招いている。
再創生
光と闇の均衡が保てない状況となった場合、ルフェイン人が実行する「世界の初期化」。
「次元結晶体」と呼ばれる特別なクリスタルの力でコーネリアそのものを作り直すことで、光と闇の総量をリセットする。また、コーネリアで死亡した者（ストレンジャー、コーネリアの住人問わず）を生き返らせることも可能だが、再創生前の記憶は引き継がれない。ただし黒い霧を大量に吸収してしまい、カオスに汚染された存在は再創生の影響を受けない。

## スタッフ
- クリエイティブプロデューサー / キャラクターデザイン - 野村哲也
- プロデューサー - 藤原仁、安田文彦
- ディレクター - 井上大輔、臼田浩也、隈部宣道
- シナリオ - 野島一成[5]
- コンポーザー - 水田直志[5]、岩崎英則[5]、山崎良[5]